# Capheris kunenensis
Capheris kunenensis là một loài nhện trong họ Zodariidae.
Loài này thuộc chi Capheris. Capheris kunenensis được George Newbold Lawrence miêu tả năm 1927.